# Aftersun
Aftersun  är en dramafilm, skriven och regisserad av Charlotte Wells.

## Handling
Filmen utspelar sig under en semesterresa i Turkiet i slutet av 1990-talet. Sophie och hennes pappa Calum befinner sig på en solig semesterort, deras första semester tillsammans sedan skilsmässan. Det är en till synes idyllisk tillvaro, men vuxenvärldens melankoli börjar sippra igenom Calums fasad. 20 år senare tänker Sophie tillbaka på deras resa, och försöker pussla ihop den man hon minns som sin pappa med de sidor hon aldrig såg men vet fanns där.

## Rollista
| - Paul Mescal – pappan - Frankie Corio – Sophie (som barn) - Celia Rowlson-Hall – Sophie (som vuxen) |

## Kritisk respons
En recensent i Dagens nyheter beskrev filmen som "ett förunderligt litet charterdrama" . Sveriges Televisions filmkritiker Fredrik Sahlin gav filmen fyra av fem stjärnor i sin recension och kallade den "sällsamt dämpad och briljant berättad" .

## Utmärkelser
Paul Mescal, som spelar pappan, nominerades till en Oscar för sin roll .